# Kyle Soller
Kyle William Soller (Connecticut; 1 de julio de 1983), más conocido como Kyle Soller, es un actor de cine, teatro y televisión estadounidense. Sus elogios incluyen un Premio Laurence Olivier y tres premios Evening Standard Theatre.
Nacido en Connecticut y criado en Virginia, asistió al College of William & Mary antes de graduarse de la Royal Academy of Dramatic Art de Londres en 2008, después de lo cual permaneció en el Reino Unido. Ha aparecido en varias películas, como Anna Karenina (2012) y Marrowbone (2017), y ganó un Premio Olivier al Mejor Actor por su actuación en The Inheritance, presentada en el Teatro Young Vic en 2018. Ha ganado reconocimiento por su papel de Syril Karn en la serie de Star Wars, Andor.

## Primeros años de vida
Soller nació el 1 de julio de 1983 en Bridgeport, Connecticut, y se crio en Alexandria, Virginia y se graduó del Mount Vernon High School. Asistió al College of William and Mary, donde se especializó en historia del arte. Durante su tercer año de estudios, pasó un semestre en el extranjero estudiando en la Real Academia de Arte Dramático (RADA) en Londres, y se le ofreció la admisión en la academia. Soller dejó el College of William & Mary y se mudó a Londres para completar sus estudios en RADA.

## Carrera
Soller actuó en varias obras después de su graduación de RADA en 2008, y su gran año llegó en 2011, donde protagonizó El zoo de cristal en el Young Vic, El inspector gener también en el Young Vic y The Faith Machine en el Royal Court Theatre. Con base en estas actuaciones, ganó el premio Evening Standard Theatre Award como Revelación Sobresaliente.
En 2012, Soller protagonizó el éxito del West End A Long Day's Journey into Night de Eugene O'Neill con David Suchet, Laurie Metcalf y Trevor White en el Teatro Apollo, y la producción de Cyrano de Bergerac de la Roundabout Theatre Company como Christian en el American Teatro Airlines de Nueva York.
Soller apareció actuando en televisión en la comedia Bad Education de BBC Three como el nuevo maestro, el Sr. Schwimer. Entre 2015 y 2016, apareció en Poldark de BBC One, interpretando al primo de Ross Poldark, Francis. Y en The Hollow Crown, en el papel de Clifford. Actuó como un experto en apocalipsis, Scotty, en la comedia dramática de Sky One You, Me and the Apocalypse. En 2015, apareció como Gerald Croft en la galardonada adaptación de la BBC de Helen Edmundson de An Inspector Calls.
En el 2022, aparece en la serie de Disney+ Star Wars: Andor interpretando a Syril Karn.

## Vida personal
Soller está casado con la actriz Phoebe Fox, a quien conoció en RADA.

## Filmografía

### Película
| Año  | Título                   | Rol                        | Notas | Ref.  |
| ---- | ------------------------ | -------------------------- | ----- | ----- |
| 2012 | Anna Karenina            | Korsunsky                  |       |       |
| 2013 | The Fifth Estate         | Joven miembro del personal |       |       |
| 2014 | The Keeping Room         | Henry                      |       |       |
| 2014 | Monsters: Dark Continent | Karl Inkelaar              |       |       |
| 2014 | Fury                     | Médico No. 1               |       |       |
| 2017 | Marrowbone               | Portero                    |       | [ 8 ] |
| 2017 | The Trip to Spain        | Jonathan                   |       |       |
| 2018 | The Titan                | Dr. Elliot Blake           |       | [ 8 ] |

### Televisión
| Año           | Título                                  | Rol             | Notas                            | Ref.   |
| ------------- | --------------------------------------- | --------------- | -------------------------------- | ------ |
| 2013          | Bad Education                           | Kevin Schwimmer | Serie 2, Episodio 2              |        |
| 2015          | An Inspector Calls                      | Gerald Croft    | Película de televisión           |        |
| 2015-2016     | Poldark                                 | Francis Poldark | 14 episodios                     | [ 9 ]  |
| 2016          | The Hollow Crown: The Wars of the Roses | Clifford        | Episodio: "Enrique VI: Parte II" | [ 9 ]  |
| 2016          | You, Me and the Apocalypse              | Scotty McNeil   | Miniserie                        | [ 9 ]  |
| 2016          | Silent Witness                          | Marcus Chadwell | Episodio: "Life Licence"         |        |
| 2016          | Counterfeit Cat                         | El niño         | Voz                              |        |
| 2017          | Bounty Hunters                          | Misha           | Episodio 1.3                     |        |
| 2019          | Brexit: The Uncivil War                 | Zack Massingham | Película de televisión           |        |
| 2019-2020     | Calle Dálmatas 101                      | Dante           | Voz; 4 episodios                 |        |
| 2022-presente | Andor                                   | Syril Karn      | Rol principal; 10 episodios      |        |
| 2023          | Bodies                                  | Di Hillinghead  | detective bisexual en 1890       | [ 10 ] |

### Teatro
| Año  | Título                                                                    | Personaje                           | Evento                                                             |        |
| ---- | ------------------------------------------------------------------------- | ----------------------------------- | ------------------------------------------------------------------ | ------ |
| 2008 | The Beautiful People de William Saroyan                                   | Owen Webster                        | Teatro Finborough Londres, Inglaterra                              | [ 11 ] |
| 2009 | Sueño de una noche de verano por William Shakespeare                      | Demetrius / Francis Flute / Mostaza | Shakespeare's GlobeLondres, Inglaterra                             |        |
| 2010 | El talentoso Sr. Ripley por Patricia Highsmith adaptación de Phyllis Nagy | Tom Ripley                          | Royal & Derngate Northampton, Inglaterra                           |        |
| 2010 | La colección de animales de cristal por Tennessee Williams                | Jim                                 | Young Vic Londres, Inglaterra                                      | [ 12 ] |
| 2011 | La máquina de la fe por Alexi Kaye Campbell                               | Tom                                 | Teatro de la Corte Real Londres, Inglaterra                        |        |
| 2011 | El inspector del gobierno por Nikolái Gogol versión de David Harrower     | Khlestakov                          | Young Vic Londres, Inglaterra                                      | [ 14 ] |
| 2012 | Cirano de Bergerac por Edmond Rostand                                     | Christian                           | Teatro American Airlines Ciudad de Nueva York, Nueva York, EE. UU. |        |
| 2012 | Viaje de un día largo hacia la noche por Eugene O'Neill                   | Edmund                              | Teatro Apolo Londres, Inglaterra                                   | [ 15 ] |
| 2013 | Eduardo II por Christopher Marlowe                                        | Gaveston / Lightborne               | Teatro Nacional Londres, Inglaterra                                | [ 16 ] |
| 2016 | Hedda Gabler por Henrik Ibsen                                             | George Tesman                       | Teatro Nacional Londres, Inglaterra                                | [ 17 ] |
| 2018 | The Inheritance por Matthew López                                         | Eric Glass                          | Teatro Young Vic & Noel Coward Londres, Inglaterra                 |        |
| 2019 | The Inheritance por Matthew López                                         | Eric Glass                          | Teatro Ethel Barrymore Ciudad de Nueva York, Nueva York, EE. UU.   |        |